# Julius Uffelmann
Julius August Christian Uffelmann, född 31 januari 1837 i Zeven, Hannover, död 17 februari 1894 i Rostock, var en tysk läkare.
Uffelmann, som blev medicine doktor 1861, bosatte sig i Rostock som praktiserande läkare samt blev 1876 docent, 1879 extra ordinarie professor och 1893 hedersprofessor där. Bland hans arbeten märks Die Diät in den acut fieberhaften Krankheiten (1877), Darstellung des auf dem Gebiete der öffentlichen Gesundheitspflege geleisteten (1878), Handbuch der privaten und öffentlichen Hygiene des Kindes (1881), Tisch für Fieberkranke (1882) och Die Ernährung des gesunden und kranken Menschen (med Immanuel Munk, 1887; tredje upplagan 1895). Därjämte redigerade han till sin död årsberättelsen över hygienens framsteg, "Deutsche Vierteljahrsschrift für öffentliche Gesundheitspflege".